# Charles Howell III

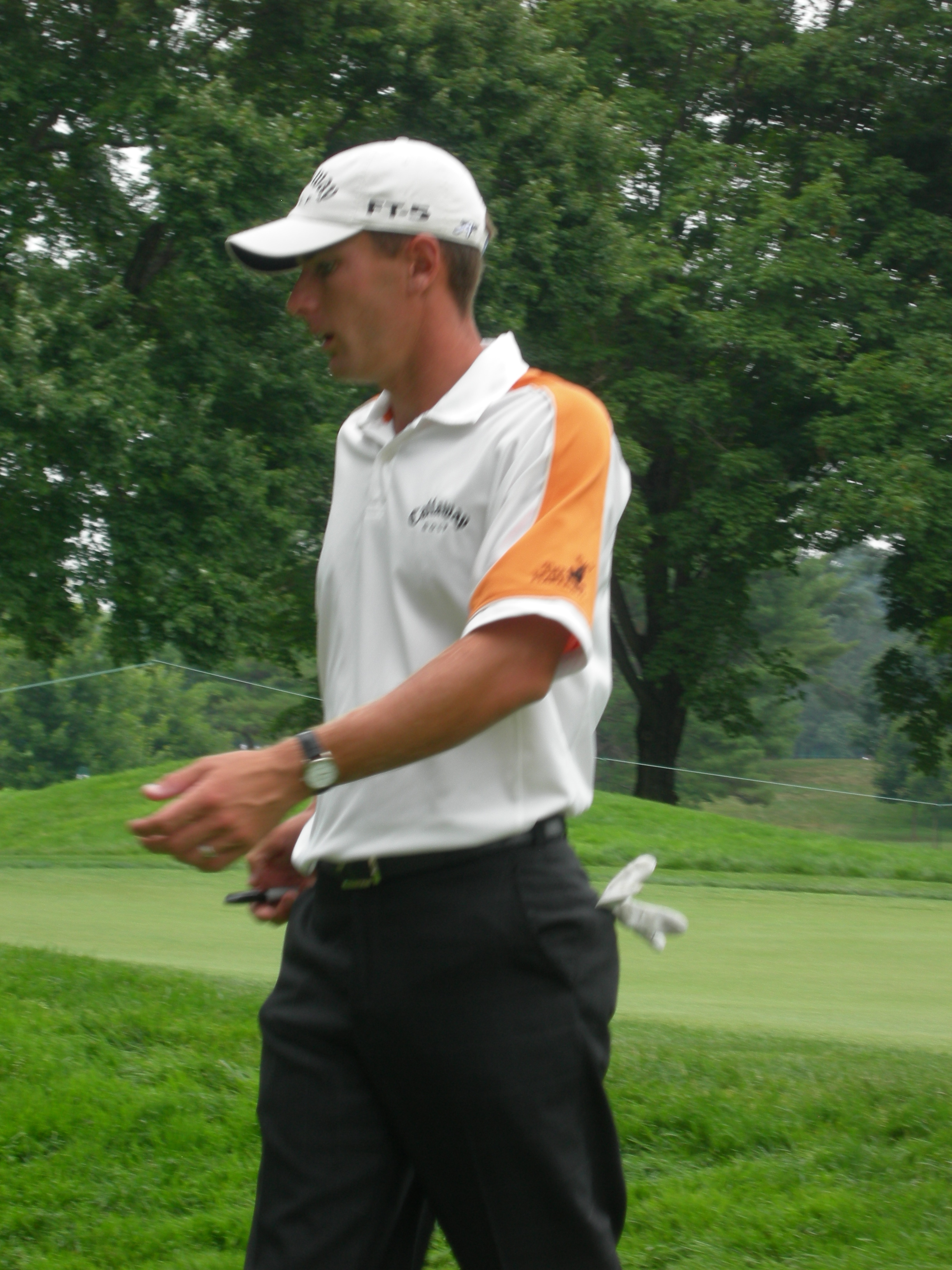
2007

Charles Howell III (Atlanta, Georgia, 20 juni 1979) is een golfprofessional uit de Verenigde Staten. 

## Amateur
Howell groeide op in Atlanta en werd lid van de Augusta Country Club, niet te verwarren met de Augusta National Golf Club, die er vlak naast ligt en waar de Masters gespeeld wordt. Hij studeerde aan de Oklahoma State University en behaalde een graad in Business Management. Voordat hij professional werd speelde hij al in drie professional toernooien. Bij het laatste toernooi, het BUY.COM Greensboro Open van de Nationwide Tour, eindigde hij op de tweede plaats.

### Gewonnen
- 2000: NCAA Division I Championship (als team en individueel)

### Teams
- Palmer Cup: 1998 (tie)

## Professional
Howell werd in 2000 professional.
Hoewel hij op de Amerikaanse PGA Tour pas twee overwinningen heeft behaald, staat hij in februari 2012 op de Amerikaanse Order of Merit op nummer 15 en op de wereldranglijst op nummer 70. Daaruit valt te concluderen dat hij heel consistent is en vaak in de top-10 eindigt. 

### Gewonnen
- 2002: Michelob Championship at Kingsmill
- 2007: Nissan Open (play-off gewonnen van Phil Mickelson)
- 2018: RSM Classic (play-off gewonnen van Patrick Rogers

### Teams
- Presidents Cup: 2003 (tie), 2007 (winnaars)